# Mount Dzhalil'
Mount Dzhalil' är ett berg i Antarktis. Det ligger i Östantarktis. Norge gör anspråk på området. Toppen på Mount Dzhalil' är 2 510 meter över havet.
Terrängen runt Mount Dzhalil' är kuperad åt sydost, men åt nordväst är den platt. Trakten är obefolkad. Det finns inga samhällen i närheten.